# Corcioveni, Galați
Corcioveni este un sat în comuna Brăhășești din județul Galați, Moldova, România.
 Acest articol despre o localitate din județul Galați este deocamdată un ciot. Puteți ajuta Wikipedia prin completarea lui.